# Ligne Iizaka
La ligne Iizaka (飯坂線, Iizaka-sen) est l'unique ligne ferroviaire de la compagnie Fukushima Transportation, située à Fukushima dans la préfecture du même nom au Japon. Elle relie la gare de Fukushima à celle d'Iizaka Onsen.

## Histoire
La ligne est ouverte le 13 avril 1924 entre Fukushima and Iizaka (aujourd'hui Hanamizuzaka) par le tramway d'Iizaka (飯坂軌道), prédécesseur de la Fukushima Transportation. La ligne est prolongée à Iizaka Onsen en 1927.

## Caractéristiques

### Ligne
- longueur : 9,2 km
- écartement des voies : 1 067 mm
- électrification : 1 500 Vcc
- nombre de voies : Voie unique

### Liste des gares
| Gare                  | Nom japonais   | Distance (km) | Correspondances                                                                               | Localisation |
| --------------------- | -------------- | ------------- | --------------------------------------------------------------------------------------------- | ------------ |
| Fukushima             | 福島           | 0             | JR East : Tōhoku Shinkansen, Yamagata Shinkansen, Tōhoku, Ōu AbukumaExpress : Abukuma Express | Fukushima    |
| Soneda                | 曽根田         | 0,6           |                                                                                               | Fukushima    |
| Bijutsukantoshokanmae | 美術館図書館前 | 1,4           |                                                                                               | Fukushima    |
| Iwashiroshimizu       | 岩代清水       | 2,7           |                                                                                               | Fukushima    |
| Izumi (ja)            | 泉             | 3,0           |                                                                                               | Fukushima    |
| Kamimatsukawa         | 上松川         | 3,7           |                                                                                               | Fukushima    |
| Sasaya                | 笹谷           | 4,2           |                                                                                               | Fukushima    |
| Sakuramizu            | 桜水           | 5,1           |                                                                                               | Fukushima    |
| Hirano                | 平野           | 6,2           |                                                                                               | Fukushima    |
| Iohji-mae             | 医王寺前       | 7,4           |                                                                                               | Fukushima    |
| Hanamizuzaka          | 花水坂         | 8,7           |                                                                                               | Fukushima    |
| Iizaka Onsen          | 飯坂温泉       | 9,2           |                                                                                               | Fukushima    |